# EFIKA

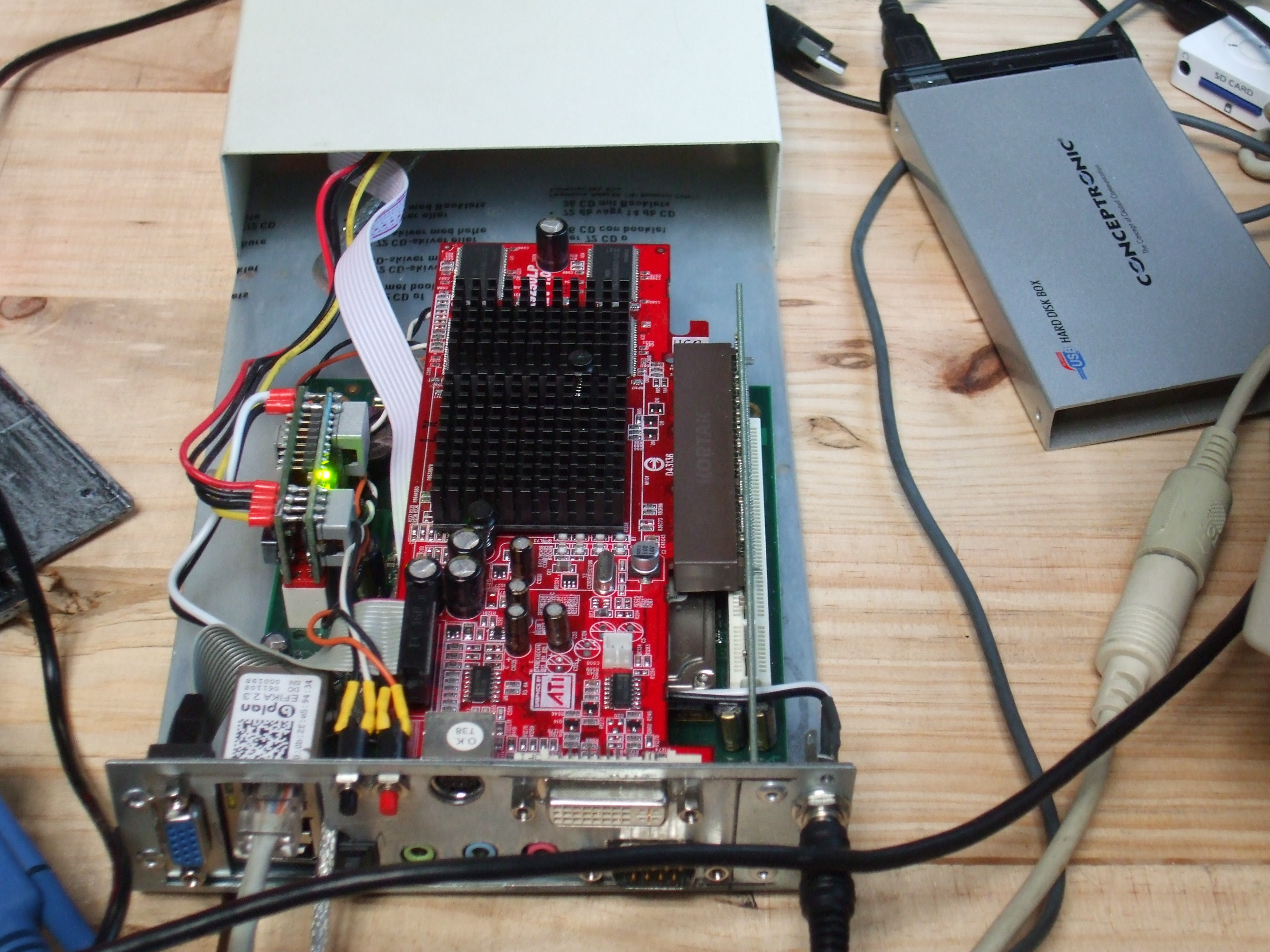
EFIKA 2.3, AGP ATI Radeon 9250L/SE

EFIKA — маленький одноплатный компьютер с микропроцессором с архитектуры POWER. Производится компанией однокристальный микрокомпьютер Freescale MPC5200B с тактовой частотой 400 МГц, к которому добавлены 44-жильный IDE-контроллер для 2,5″ жёстких дисков, контроллер USB, последовательный порт, стерео аудио ввод-вывод, 100 Мбит/c Ethernet, 33/66 МГц PCI разъём и 128 МиБ DDR SDRAM. Используется микропрограмма совместимая со спецификацией CHRP (англ.), созданная на основе Open Firmware со специальным эмулятором x86/BIOS, предоставляющим поддержку для видеокарт на шине AGP. Материнская плата имеет нестандартный размер — 118 мм × 153 мм × 38 мм.
Благодаря своему маленькому размеру, соответствию стандарту RoHS и энергоэффективным свойствам (потребляет менее 20 Вт с жёстким диском и видеокартой, а в наиболее используемых применениях менее 10 Вт) EFIKA считается очень подходящей для различных окружающих сред.
На компьютере EFIKA могут работать различные операционные системы, такие как GNU/Linux (Gentoo, openSUSE, Debian и CRUX PPC), MorphOS, AROS, OpenSolaris и QNX. С тех пор как используется процессор MPC5200B на основе ядра PowerPC e300, его иногда называют EFIKA 5K2.
Слово «efika» (эфи́ка) переводится с эсперанто как «эффективный».

## Efika MX

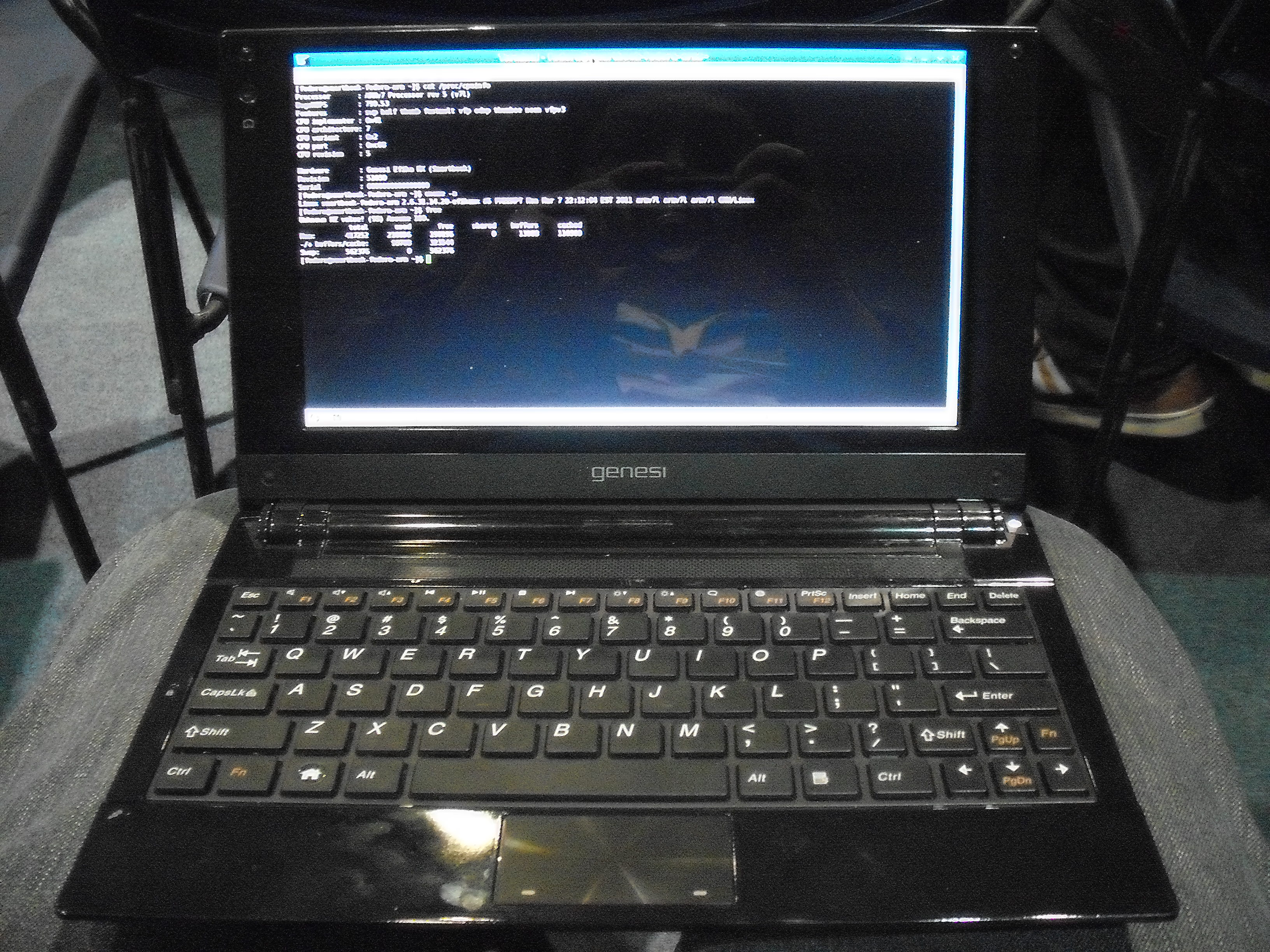
Нетбук Efika MX Smartbook

В августе 2009 года анонсирован выпуск компьютера Efika MX Open Client на базе системы-на-кристалле с микропроцессором Freescale i.MX515 (англ.) архитектуры ARM.